# 蔣祖曼
蔣祖曼（Joman Chiang，1985年5月26日—），香港女演員，曾參與不少香港獨立電影拍攝，被稱為「獨立電影女皇」、「最強繼母」。現為無綫電視旗下經理人合約藝人。

## 簡介
蔣祖曼曾參與大量香港獨立電影拍攝，代表作品有《蝴蝶》、《三條窄路》、《霧》、《圍城》、《戀人路上》、《酒徒》、《大藍湖》等，作品曾赴威尼斯國際電影節、釜山國際電影節、東京電影節、瑞典斯德哥摩電影節、愛丁堡國際電影節、阿姆斯特丹CinemAsia Film Festival、挪威Kosmorama Trondheim國際電影節等參展。此外，她曾參與商業電影有《花椒之味》、《非同凡響》、《逆向誘拐》、《沖天火》、《鬼網》、《迷城》、《大藍湖》、《古惑仔：江湖新秩序》、《竊聽風雲2》、《龍門飛甲》等，2013年更有首部英語電影《愛·真·承 Lost For Words》上映。
蔣祖曼近年亦參與多部電視劇演出，包括《詭探》、《警界缐》、《使徒行者2》、《火速救兵4》、《鐵探》等。她亦涉足舞台劇界，分別在2011年憑《Reasons to be Pretty》在第二十屆香港舞台劇獎獲提名最佳女主角，並於2013年憑《紅海人。藍海戰》在第二十二屆香港舞台劇獎獲提名最佳女配角；2019年獲邀參與在澳門美高梅劇院上演的阿根廷劇目《極限震撼》，獲得在國際舞台的演出機會。2022年1月與無綫電視簽下經理人合約，正式成為旗下藝人。

## 家庭
蔣祖曼和任職電影幕後的陳卓麒於2014年1月3日註冊結婚，取其日子諧音愛你一世一生。當日亦是繼子陳滌之生日。
蔣祖曼於2015年誕下女兒，現育有一女兒及一繼子。

## 作品

### 電影
- 2024年 《我談的那場戀愛》 飾 薛家慧（何妙祺執導）
- 2023年 《說笑之人》區焯文執導
- 2022年 《留聲》 飾 光仔媽媽
- 2020年 《手捲煙》 飾 文素之班主任（客串）
- 2019年 《花椒之味》麥曦茵執導
- 2018年 《逆向誘拐》飾 Ashley 黃浩然執導
- 2018年 《非同凡響》飾 陈老师（萃英書院老師）歐文傑執導
- 2017年 《沖天火》林嶺東執導
- 2017年 《鬼網》 飾 Jenny 黃國輝執導
- 2017年 《明月幾時有》飾 梁雲
- 2016年 《命懸一念》章彥琦執導（第39屆金穗獎影展、第11屆鮮浪潮國際短片節、高雄電影節）
- 2015年 《迷城》 飾 （特別演出）（林嶺東執導）
- 2013年 《愛·真·承（英语：Lost for Words (2013 film)） Lost for Words》 飾 MEI MEI（美美）（第二女主角）Stanley J. Orzel, Director
- 2013年 《古惑仔：江湖新秩序》 飾 Man姐 （客串）（陳翊恆執導）
- 2011年 《竊聽風雲2》 飾 阿芬 （女配角）（麥兆輝、莊文強執導）
- 2011年 《大藍湖》 飾 小曼 （特別演出）（曾翠珊執導）（第十八屆香港電影評論學會大獎推薦電影、第31屆香港電影金像獎最佳新晉導演 獎、第15屆上海國際電影節亞洲新人獎之評委會特別獎）
- 2011年 《龍門飛甲》 聲演 顧少棠（为李宇春角色配音） 徐克、張之亮執導
- 2011年 《交錯》陳子斌執導
- 2010年 《酒徒》 飾 （第三女主角）（黄國兆執導）（15屆斧山國際電影節、2011香港國際電影節）
- 2010年 《霧》 飾 （第二女主角）許潔華執導（2010香港獨立電影節開幕電影、亞美國際影展、愛丁堡國際電影節、阿姆斯特丹CinemAsia Film Festival、挪威Kosmorama Trondheim國際電影節）
- 2009年 《慢性中毒》許雅舒執導（2009香港亞洲電影節開幕電影、14屆釜山電影節New Current Award入圍電影）
- 2009年 《三條窄路》崔允信執導（2008香港亞洲獨立電影節閉幕電影）
- 2008年 《圍城》 飾 綺華 （女配角）（劉國昌執導）
- 2008年 《戀人路上》曾翠珊執導
- 2008年 《流年似水》鄭啟明執導
- 2007年 《小心眼》黎妙雪執導
- 2004年 《蝴蝶》 飾 （第四女主角）（麥婉欣執導）（61屆威尼斯國際電影節影評人週閉幕電影、釜山電影節、東京電影節競賽電影、瑞典斯德哥摩電影節）

### 電視劇（香港電視）
| 首播       | 劇名     | 角色                               |
| ---------- | -------- | ---------------------------------- |
| 2014年     | 警界線   | 方藻文（Joman）／方藻晴（Pandora） |
| 2015年     | 大眾情性 | 谷采怡                             |
| 2015年     | 四年B班  | 謝瑛（謝主任）                     |
| 已擱置拍攝 | 警界線II | 方藻文（Joman）／方藻晴（Pandora） |

### 電視劇（ViuTV）
| 首播   | 劇名 | 角色            |
| ------ | ---- | --------------- |
| 2017年 | 詭探 | 方怡（Madam方） |

### 電視劇（香港電台）
| 首播   | 劇名           | 單元           | 角色       |
| ------ | -------------- | -------------- | ---------- |
| 2021年 | 環顧日常       | 疫流清道夫     | 清叔女兒   |
| 2018年 | 火速救兵IV     | 火伴           | 霍嘉珩     |
| 2015年 | 醫護人生       | 生機           | Katie      |
| 2014年 | IT行者         | 反轉課室       |            |
| 2014年 | 性本善2014     | 性愛分家       | Natalie    |
| 2014年 | 機電夢飛翔     | 觸不到的力量   | Lily       |
| 2014年 | 證義搜查線2    | 保薦風雲       | 證監會職員 |
| 2012年 | 私隱何價       | 小偷           | 趙律師     |
| 2012年 | 火速救兵II     | 勇者無懼       | 黃太太     |
| 2011年 | 海關任務       |                |            |
| 2011年 | 非常平等任務2  | 裙褲懸殊       | 湯老師     |
| 2010年 | 沒有牆的世界   | 煙花比她更寂寞 | Tina       |
| 2010年 | 512愛在香港    |                |            |
| 2009年 | 現代結婚進行曲 | 露滴牡丹開     | 阿敏       |
| 2009年 | 現代結婚進行曲 | 密月           | 欣穎       |
| 2009年 | 愛回家         |                |            |
| 2009年 | 人生解碼       | 東路程         | 丁丁       |
| 2009年 | 左鄰右里       |                |            |
| 2008年 | 非常平等任務   |                |            |
| 2008年 | 獅子山下2008   |                |            |
| 2006年 | 獅子山下       | 再見石硤尾     |            |
| 2001年 | Y2K+01         |                | 呀魚       |

### 電視劇（無綫電視）
| 首播   | 劇名                     | 角色            |
| ------ | ------------------------ | --------------- |
| 2017年 | 使徒行者2                | 張雪晴          |
| 2019年 | 鐵探                     | 陸蔚喬（Iris）  |
| 2020年 | 使徒行者3                | 魏德禮心魔      |
| 2021年 | 逆天奇案                 | 鍾嘉瑜（Hazel） |
| 2022年 | 輕·功                    | 洪翊嵐          |
| 2023年 | 法言人                   | 翁傲鳴（Hazel） |
| 2023年 | 羅密歐與祝英台           | 祝英華          |
| 2024年 | 逆天奇案2                | 鍾嘉瑜（Hazel） |
| 2024年 | 法證先鋒VI：倖存者的救贖 | 苗娜娜 ( Nana ) |

### 舞台劇
- 2019 年 澳門美高梅劇院 阿根廷《FUERZA BRUTA》劇團 《[Mylar - 天空泳池·膜拜吧！水中女神]》
- 2015 年 Udderbelly Festival Hong Kong 《泰臣-大揪狂想曲》特別演出
- 2012年 W創作社《紅海人。藍海戰》 飾 Joman （第二女主角）（獲提名第二十二屆香港舞台劇獎最佳女配角）
- 2011年 糊塗戲班 《火星人rerun》
- 2011年 騎士創作《江戶無雙》
- 2011年 同流《關‧愛》
- 2011年 Loft Stage《Merry x'mas my love》
- 2011年 700《Reasons to be pretty》 飾 （第一女主角） （獲提名第二十一屆香港舞台劇獎最佳女主角）
- 2010年 糊塗戲班 《火星人》first run

## MV演出
- 2011年《那誰（女聲版）》鄭嘉嘉
- 2013年《2013》張繼聰

## 外部連結
- 蔣祖曼的新浪微博
- 蔣祖曼的Facebook專頁
- 蔣祖曼的Instagram帳戶
- 蔣祖曼在互联网电影资料库（IMDb）上的資料（英文） （英文）
- 蔣祖曼在香港影庫上的簡介